# Spatalla racemosa
Spatalla racemosa är en tvåhjärtbladig växtart som först beskrevs av Carl von Linné, och fick sitt nu gällande namn av George Claridge Druce. Spatalla racemosa ingår i släktet Spatalla och familjen Proteaceae. Inga underarter finns listade i Catalogue of Life.